# Monte Escobedo
Monte Escobedo é um município do estado de Zacatecas, no México.